# ソニック&セガ オールスターズ レーシング
『ソニック&セガ　オールスターズ　レーシング』(SONIC&SEGA ALL-STAR Racing)は、2010年2月23日に発売されたレースゲーム。ソニックシリーズ以外にも、今までセガが発売してきたゲームのキャラクターも登場する。アーケードおよび家庭用ソフト、パソコン用ソフトや携帯電話向けのソフトが発売され、携帯電話向けの開発は ゲームロフトが行った。
2011年6月18日にはiOS向けのソフトが発売され、2012年夏にはFeral Interactive開発のもと、同じ開発元であるSega Superstars Tennisとともに、Mac OS Xのソフトが発売された。日本ではコンシューマ版は発売されていないが、Xbox Liveで体験版がプレイ可能。また、2011年11月にiPhone/iPod touch（App Store）でアプリ版の配信が開始された。後に2013年9月25日にAndroid版も配信を開始した。2012年に続編『ソニック&オールスターレーシング トランスフォームド』が発売。日本では、2014年5月15日にPlayStation 3、Wii Uにて発売。

## ゲームシステム
アイテム・アクションを駆使して1位を目指す。アナログスティック・十字キー、アクセルボタン、ブレーキボタン、アイテムボタン、ドリフトボタンを使用する。

## GRAND PRIX
任意のキャラクターを選び、7つのカップを選び総合一位を目指す。

### CHAO CUP
WHALE LAGOON
ICICLE VALLEY
ROULETTE ROAD(ルーレットロード)
SUNSHINE TOUR(サンシャインツアー)

### GRAFFITI CUP
SHIBUYA DOWNTOWN(シブヤ ダウンタウン)
OUTER FOREST
TURBINE LOOP
TREETOPS

### EGG CUP
RAMPART ROAD
DARK ARSENAL
JUMP PARADE
PINBALL HIGHWAY

### HORROR CUP
SEWER SCRAPES
LOST PAlACE
SANDY DRIFTS
ROKKAKU HILL

### SAMBA CUP
ROCKY-COASTER
HIGHWAY ZERO
DEADLY ROUTE
OCEAN RUIN

### MONKEY CUP
BINGO PARTY
LAVA LAIR
MONKEY TARGET
THUNDER DECK

## SHOPPING
新たにキャラクター、コース、BGMを購入し追加できる。

## プレイヤーキャラクター
xbox 360版の体験版ではソニック、バンジョー＆カズーイしか選択できない。iOS版とAndroid版には登場しないキャラもある。
| キャラクター名                  | 登場作品                                          | All-STAR MOVE          |
| ------------------------------- | ------------------------------------------------- | ---------------------- |
| ソニック・ザ・ヘッジホッグ      | ソニックシリーズ                                  | スーパーソニック       |
| マイルス "テイルス" パウアー    | ソニックシリーズ                                  | トルネード             |
| エミー・ローズ                  | ソニックシリーズ                                  | ピコピコハンマー       |
| ナックルズ・ザ・エキドゥナ      | ソニックシリーズ                                  | マスターエメラルド     |
| ビッグ・ザ・キャット            | ソニックシリーズ                                  | カエルくん             |
| シャドウ・ザ・ヘッジホッグ      | ソニックシリーズ                                  | スーパーシャドウ       |
| ドクター・エッグマン            | ソニックシリーズ                                  | ミサイル               |
| アイアイ                        | スーパーモンキーボール                            | スーパーモンキーボール |
| アミーゴ                        | サンバDEアミーゴ                                  | サンバDEパーティ       |
| アレックスキッド                | アレックスキッド                                  | プチコプター           |
| うらら                          | スペースチャンネル5                               | テンションブラスター   |
| オパオパ                        | ファンタジーゾーン                                | 異なる武器             |
| ジャッキー・ブライアント&結城晶 | バーチャファイターシリーズ                        | 晶の功夫               |
| ゾビオ＆ゾビコ                  | 愛されるより愛シタイ 〜THE HOUSE OF THE DEAD EX〜 | 禁断の薬               |
| チューチューパイロット          | チューチューロケット!                             | カプカプ               |
| 芭月涼                          | シェンムー                                        | フォークリフト         |
| B.D.JOE                         | クレイジータクシー                                | クレイジーブースト     |
| BEAT                            | ジェットセットラジオ                              | ローラースケート       |
| ビリー・ハッチャー              | ジャイアントエッグ 〜ビリー・ハッチャーの大冒険〜 | 卵の上に乗っかる攻撃   |
| モボ＆ロボ                      | ボナンザブラザーズ                                | モボの爆弾             |
| バンジョー＆カズーイ            | バンジョーとカズーイの大冒険（Xbox 360限定）      |                        |
| アバター                        | （Xbox 360限定）                                  |                        |
| Mii                             | （Wii限定）                                       |                        |
| メタルソニック                  | ソニックシリーズ（Xbox 360&PS3限定）              |                        |

### その他のキャラクター
- カエル君（ソニックシリーズ）
- カプカプ（チューチューロケット!）
- ナイツ（ナイツ）
- リスター（リスター・ザ・シューティングスター）

## アクション（テクニック）
ロケットスタート
スタート前のカウント3 - 1の間にアクセルボタンを押し続ける（キャラクターによってタイミングが違う）。成功するとスタート時の加速が早くなるが、失敗すると遅くなる。
ドリフト
アクセルボタンと同時にドリフトボタンを押すと綺麗にカーブを曲がれるようになる。一定時間ドリフトを続けると効果音が鳴りドリフトボタンを離すとダッシュする。
トリック
ジャンプ中にドリフトボタンを押すとキャラクターがアクションし、着地と同時にダッシュする。

## アイテム
K.O GROVE
前方か後方にグローブを投げ、あたったキャラクターはクラッシュする。
MINES
後方に地雷を投げ、あたったキャラクターはクラッシュする
MANUAL ROCKET
前方か後方にいるキャラクター1人に追尾ロケットを発射することができる。当たったキャラクターはクラッシュする。
HIGH SPEED SHOES
一定時間ダッシュできる。
CONFUSION STAR
前方にスターを投げ、当たったキャラクターはクラッシュする。
MEGA HORN
周囲に音を出し、周りのキャラクターをクラッシュさせる。
SHELD
他のキャラクターの攻撃、一部の障害物に当たった時にクラッシュしなくなる。
ROLLING BOMB
前方に爆弾を投げしばらくすると爆発し、当たったキャラクターはクラッシュする。
GIANT ROCKET
前方にロケットを発射することができる。発射後、任意の時間で再度アイテムボタンを押すと爆発する。
RAINBOW
後方に虹を設置する。当たったキャラクターは視界が悪くなる。
All-Star Move
条件を満たし使用すると乗り物が変形などの特殊効果が出る。下位になるほど入手確率が高くなる。

## その他
Xbox 360のオンラインでアバター専用のアイテムや追加コンテンツを購入することができる。
バンジョー&カズーイはアバター、Miiを除くと今作以外のセガの作品には登場していない唯一のキャラクターである。
iOS版とAndroid版では日本語ランゲージ及び日本語音声に対応している。